# Tu mi porti su
Tu mi porti su è il quinto ed ultimo singolo estratto dall'album Dietro le apparenze della cantautrice italiana Giorgia, con la collaborazione di Jovanotti, in rotazione radiofonica dal 13 aprile 2012 per l'etichetta discografica Dischi di cioccolata e distribuito dalla Sony.

## Descrizione
Il brano, contenuto nell'ottavo album di inediti dell'artista, Dietro le apparenze, è stato scritto da Jovanotti. Si tratta di una canzone pop il cui sound richiama alla mente alcuni vecchi successi del cantante.
Tu mi porti su è arrivata anche al primo posto tra le canzoni più trasmesse in radio.
Parlando del brano, Giorgia ha affermato: "Ho realizzato un sogno! Quando Lorenzo scrisse per Irene Grandi, nel '95, io rosicai tantissimo. E finalmente ce l'abbiamo fatta”. “Tu mi porti su'” è un brano allegro e gioioso, un brano che apparentemente sembra leggero ma invece fa riflettere, le linee di testo sono molto profonde. Tra l'altro sembra facile da cantare ma non lo è affatto, perché è scritto nel suo modo. Ci vuole un sacco di fiato, cosa che Lorenzo ha, si vede quando è in concerto. Ha un'energia e una tecnica pazzesche”.
Tu mi porti su, la decima settimana dalla pubblicazione è entrata al posto 8 della classifica FIMI, per poi attestarsi le due settimane successive alla posizione 10, per poi risalire la settimana successiva alla posizione numero 6. Il singolo è rimasto per nove settimane di seguito nella Top10 dei singoli più venduti in Italia.
Il 19 giugno 2012 il singolo viene certificato da FIMI disco d'oro per le oltre 15 000 copie vendute, diventando uno dei tormentoni estivi del 2012. Il 24 luglio 2012, invece, il brano riceve la certificazione FIMI disco di platino per aver venduto più di 30 000 copie.
A tal proposito, la cantautrice romana ha affermato: "È pazzesco non mi succedeva dai tempi di “Vivi Davvero” del 2002! È un tipo di canzone che non ho mai cantato, dal punto di vista musicale, e poi è proprio positiva come Lorenzo Jovanotti che l'ha scritta. È semplice ma al tempo stesso dietro ogni piccola parola c'è un significato profondo, basti pensare a “ah che bellezza ah che dolore!”.
Tu mi porti su è stato anche il brano più trasmesso dalle emittenti radio nel 2012. Il 4 aprile 2014 il singolo Tu mi porti su è stato certificato dalla FIMI doppio disco di platino per le oltre 60 000 copie vendute in formato digitale.

## Video musicale
Il video di Tu mi porti su, visibile sul sito Corriere.it dal 9 maggio e poi su YouTube, è stato girato durante i concerti del Dietro le apparenze Tour. Nel video, oltre la cantante, appare anche la band al completo dell'artista, composta dalla corista Diana Winter, da Sonny Thompson (al basso e alla direzione musicale), Mike Scott (alle chitarre), Mylious Johnson (alla batteria), Claudio Storniolo (a piano e tastiere), Gianluca Ballarin (alle tastiere), Diana Winter e Chiara Vergati (vocalist).
Il 2 settembre 2012 sul social network Twitter viene postata una simpatica parodia del brano, ballata dall'etoile della danza Roberto Bolle e dai suoi colleghi in sala prove, in un momento di relax. Il video viene ben presto ripreso anche dai giornali nazionali e dai TG.

## Tracce
Download digitale
1. Tu mi porti su – 3:43 – (testo: Lorenzo Cherubini – musica: Lorenzo Cherubini, Riccardo Onori)

## Versione di Jovanotti
La canzone è compresa anche nella raccolta di Jovanotti Backup - Lorenzo 1987-2012, in una versione in stile jazz, cantata dal cantante di Cortona.

## Classifiche
| Classifica (2012) | Posizione massima |
| ----------------- | ----------------- |
| Italia            | 6                 |
| Italia (Airplay)  | 1                 |